# Karl von Ordonez
Johann Karl Rochus von Ordonez, también conocido como Carlo d'Ordonez o Carlos de Ordóñez (Viena, 19 de abril de 1734-ibidem, 6 de septiembre de 1786) fue un violinista y compositor austríaco. 

## Biografía
Era hijo de Juan Bautista Cristóbal Ordóñez, teniente de Infantería. Su familia era de origen español, partidaria del archiduque Carlos —futuro emperador Carlos VI— en la Guerra de Sucesión Española, por lo que tras el triunfo de los Borbones se exilió a Austria. Trabajó como funcionario en la Corte Regional de la Baja Austria, por lo que se dedicó a la música como afición.
Fue violinista de la Tonkünstler-Societät de Viena entre 1771 y 1780. Fue un compositor solvente, con un estilo más sobrio que la música galante practicada por entonces, que ya apuntaba hacia el clasicismo.
Compuso 72 sinfonías, 12 minuetos, 27 cuartetos, 21 tríos, cuatro quintetos y dos óperas: Musica della Parodie d'Alceste (1775), una ópera para marionetas basada en Alceste de Christoph Willibald Gluck; y el singspiel Diesmal hat der Mann den Willen (Esta vez la decisión es del hombre, 1778), una parodia de Le Maître en droit de André Ernest Modeste Grétry. También realizó un Concierto para violín y orquesta, una Pantomima (1758), una Partita per la caccia y una Serenata para 31 instrumentos de viento (1779).
Afectado de tuberculosis, en 1783 tuvo que dejar sus actividades profesionales y murió en la pobreza.
Junto con Florian Leopold Gassmann, Leopold Hofmann y Georg Christoph Wagenseil, Ordonez contribuyó a definir el estilo clásico vienés en los años 1750–1770.